# Rosenberg (St. Gallen)
Rosenberg ist ein Quartier der Schweizer Stadt St. Gallen.
Das Quartier erstreckt sich vom Norden des Bahnhofs St. Gallen, wo es an die Innenstadt von St. Gallen grenzt, Richtung Nord bis zum Höhenweg des namensgebenden Hügelzuges, wo es an das geographisch klar abgegrenzte Schoren-Quartier am Nordhang des Rosenberges grenzt, das aber unter dem Namen Dietli-Hölzli-Schoren zur gleichen Quartiergruppe gehört. Westlich reicht es bis ans Lachen-Quartier, im Osten bis zur Tigerbergstrasse, wo das Quartier an die Quartiergruppe Langgass-Heiligkreuz stösst. Durch die südliche Ausrichtung des Hanges entwickelte sich das Rosenbergquartier Ende des 19. Jahrhunderts zu einer beliebten Wohngegend der wohlhabenden St. Galler Bürger. Am Nordhang wurde dagegen ab 1911 die Eisenbahnersiedlung Schoren gebaut. Der Rosenberg wird von der Stadt St. Gallen aus durch die Autobuslinien 9 und 10 erschlossen. Ebenfalls Teil des statistischen Quartiers ist die Kreuzbleiche mit dem Gelände des einstigen Waffenplatzes, dass aber im Gebiet des Quartierverein St. Otmar liegt.

## Öffentliche Einrichtungen und Schulen
Im Quartier befinden sich einige wichtige kulturelle und schulische Gebäude, wobei vor allem das Areal Bahnhof Nord für kontinuierliche Diskussionen in St. Gallen sorgt. In dem genannten Gebiet wurde die Fachhochschule St. Gallen errichtet. Ebenso befindet sich dort die Lokremise St. Gallen, ein einstiger Teil der Bahnhofsinfrastruktur, der heute für kulturelle Anlässe, Filmvorführungen und einem Gastronomiebetrieb genutzt wird. Auch auf diesem Geviert befindet sich das Spanische Klubhaus Hogar, das nach diversen Diskussionen von der Stadt gekauft wurde. Eine weitere bedeutende kulturelle Einrichtung im Quartier ist das 'Kulturzentrum Reithalle' in der alten Kavalleriereithalle der ehemaligen Kaserne. Die Stadt St. Gallen vermietet elf Ateliers für Künstlerinnen und Künstler aus dem Bereich der Bildenden Kunst und vier Proberäume für Musikgruppen zu erschwinglichen Preisen.
Abgesehen von diesem Brennpunkt der Stadtentwicklung befinden sich in dem Quartier die Sprachheilschule St. Gallen und das Elite-Internat Institut auf dem Rosenberg. Der Zugang zum St. Galler Kinderfestplatz erfolgt vom Höhenweg aus, auch wenn der Platz selbst nördlich des Weges und daher im Schorenquartier liegt.
Unmittelbar an der westlichen Quartiergrenze zum Lachen-Quartier befindet  sich das kantonale «Kaufmännische Berufs- und Weiterbildungszentrum St. Gallen» (KBZ), in welchem der die Berufsausbildung begleitende Schulunterricht für kaufmännische Berufe und Weiterbildungen im kaufmännischen Bereich angeboten wird. Die Schule ist lokal unter dem Namen «KV» (vom Kaufmännischen Verein) bekannt und befindet sich am Standort des ehemaligen Waffenplatzes der 1980 abgebrochenen Kaserne St. Gallen.
Das Quartier verfügt über keine Oberstufenschulen. Es befinden sich das zur Primarschule Feldli (Lachen-Quartier) gehörende Schulhaus Schoren und drei Kindergärten im Schorenquartier.

## Demographie

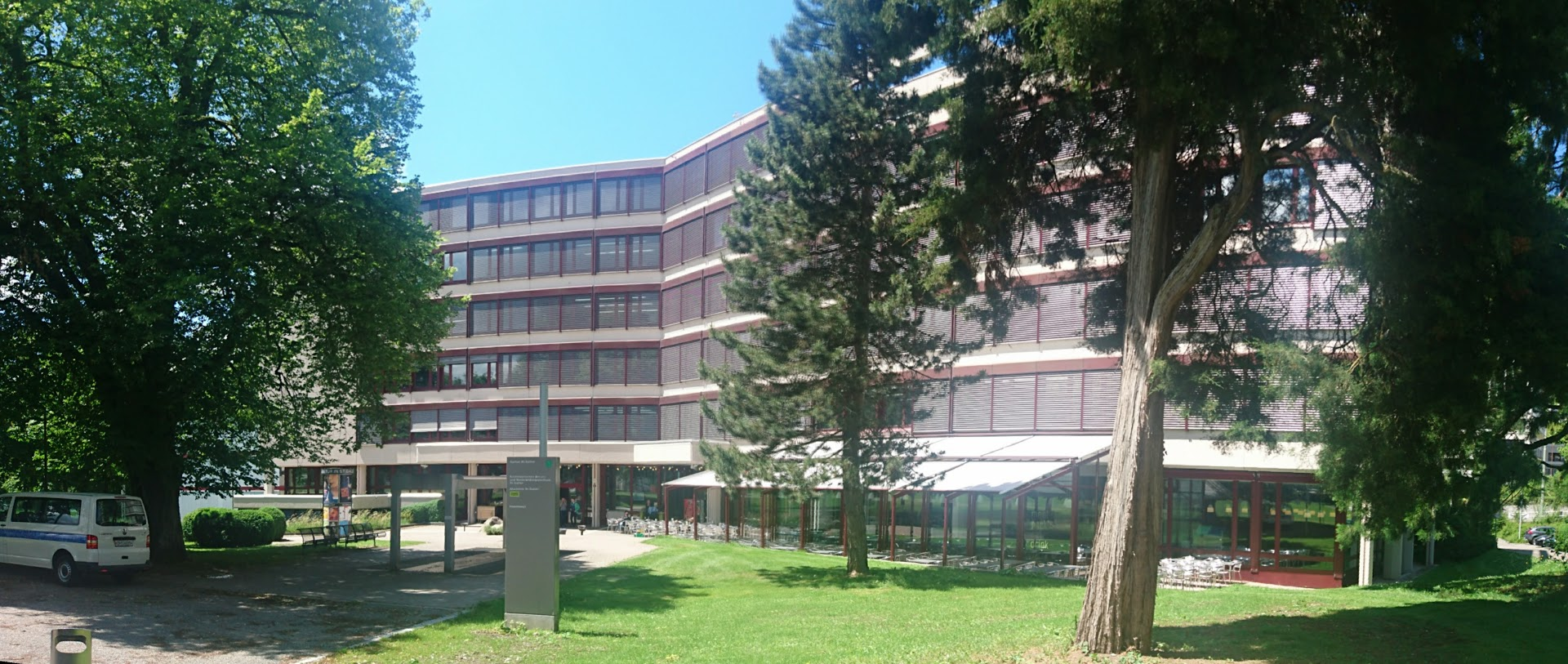
Das Kaufmännische Berufs- und Weiterbildungszentrum St. Gallen, auch KV genannt an der Kreuzbleiche St. Gallen

Laut den Quartierportraits der Stadt St. Gallen von 2015, bewohnten das statistische Quartier Rosenberg, das fast deckungsgleich mit dem hier besprochenen ist, 3632 Personen, wobei der Anteil Personen zwischen 20 und 64 Jahren mit 75 % weit über dem städtischen Durchschnitt von 66 % lag. Der Anteil von Jugendlichen und Kindern von 0 bis 19 Jahren lag hingegen mit 10 % markant unter dem städtischen Durchschnitt von 17 %. Die Anteil an +65-Jährigen liegt mit 17 % nur um 2 % über dem Durchschnitt.  Auch der Ausländeranteil liegt mit 29 % fast im städtischen Mittel von 30 %. Da ein grosser Teil des Quartiers Hölzli-Schoren-Rüti im statistischen Quartier Lachen liegt, können hier nur die Bevölkerungszahlen für einen Teil dieses Quartierteils gegeben werden: Von den 1046 Personen waren 33 % Jugendliche bis 19 Jahren (was den höchsten Anteil in der Stadt darstellt), lediglich 52 % befanden sich im erwerbstätigen Alter bis 64 Jahren, 65 und älter waren 17 %.

## Namensgebung und Geschichte

Historische Aufnahme (ca. 1900): Rosenberg, Rosenbergstrasse, Lagerstrasse/Klubhausstrasse, Blick gegen Osten; vorne rechts Teil der Lokremise

Der Hügelzug nördlich des Stadtzentrums St. Gallen erhielt seinen geläufigen Namen Rosenberg erst gegen Ende vom 17. Jahrhundert. Die Hügel hiessen von Westen her Ochsnersberg (heute Quartier Rosenberg), Höggersberg und Hauptlisberg (heute Siedlungsgebiet Rotmonten). Der Name stammt vom Namen eines Landsitzes am heutigen Höhenweg, der vermutlich zu einem städtischen Haus zur Rose gehörte.
Die Bebauung des Hanges fand erst gegen Ende des 19. Jahrhunderts statt, wie aus den historischen Stadtplänen von 1860 bis 1891 ersichtlich ist. Die Besiedelung fand vor allem deshalb so spät statt, weil der Hang noch nicht durch Strassen erschlossen worden und praktisch nicht zugänglich war. Ein Bebauungsplan wurde den Bürgern 1883 vorgelegt und 1888 ein spezielles Baureglement für den Strassenbau am Rosenberg erlassen. In der Folge setzte eine rege Bautätigkeit ein, im Rahmen derer viele herrschaftliche Villen errichtet wurden. Unterdessen sind viele dieser wieder abgerissen und durch moderne Wohnblöcke ersetzt worden.
Auf dem Talboden nördlich des Bahnhofsgebietes wurden von den 1880er Jahren an Miet- und Lagerhäuser erstellt, woraus sich das oben erwähnte Areal Bahnhof Nord entwickelte.

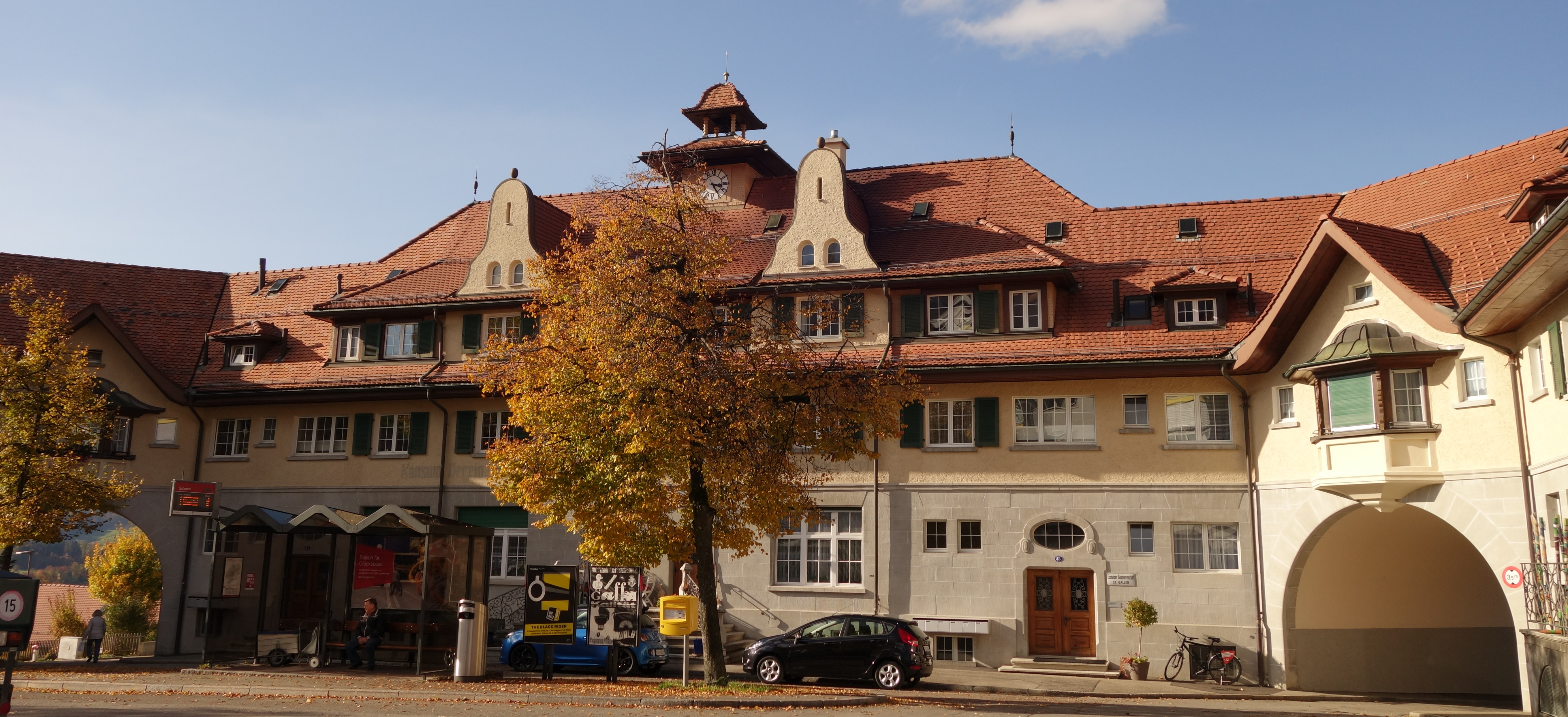
Vorplatz der Eisenbahnersiedlung Schoren

Das Quartier Hölzli-Schoren wurde als Eisenbahnersiedlung in den Jahren 1911 bis 1913 von Paul Robert Gerber für die Eisenbahnerbaugenossenschaft errichtet. Die Siedlung ist weitgehend in der ursprünglichen Form bis heute erhalten geblieben.